# New Guard (Australien)
Die New Guard war eine paramilitärische faschistoide Organisation, die zu Beginn der 1930er Jahre in Australien in New South Wales und insbesondere in Sydney mitgliederstark war. Sie wird als die „bedeutendste faschistische Gruppe Australiens im 20. Jahrhundert“ bezeichnet.
Die New Guard war die kurzlebige Antwort der australischen Mittelschichten auf die Weltwirtschaftskrise und die Angst vor einem sich weltweit entwickelnden Kommunismus. Die New Guard setzte sich vor allem aus ehemaligen Soldaten des Ersten Weltkriegs und auch aus Arbeitern zusammen, die antikommunistisch und gegen die Australian Labor Party (ALP) war; sie kämpfte vor allem gegen Jack Lang, den amtierenden Premierminister von New South Wales, der sich für ein sozialverträgliches Konzept zur Bewältigung der Weltwirtschaftskrise in Australien einsetzte.

## Historischer Kontext
Mit dem Einsetzen der Weltwirtschaftskrise im Oktober 1929 und der wirtschaftlichen Depression in den 1930er Jahren gingen auch die Einkommen des Mittelstands und der arbeitenden Schichten Australiens zurück. Die Arbeitslosigkeit betrug bereits in der Mitte von 1929 10 % und stieg auf 21 % in der Mitte von 1930 an, bis sie in der Mitte von 1932 32 % erreichte. Die Produktion Australiens fiel von 1928 bis 1930 um 10 % und von 1930 bis 1931 um 30 %.
In der Zeit der Großen Depression gab es in Australien unterschiedliche Vorstellungen zur wirtschaftlichen Krisenlösung, so schlug der Finanzexperte Otto Ernst Niemeyer von der Bank of England 1930 in Australien eine Austeritätspolitik vor, die Lohnsenkungen und Einschnitte ins Sozialleistungen bedeutete. Mit seinem Niemeyer-Plan setzt er die Regierungen der Bundesländer und den Common Wealth so unter Druck, dass diese in das Melbourne Agreement vom August 1930 einwilligten; dieses Agreement wurde nicht nur von den einzelnen Bundesländern, sondern auch von der Bundesregierung Australiens unter James Scullin akzeptiert. Diesem politökonomischen Konzept standen die Vorstellungen der Australian Labor Party von New South Wales und der Communist Party of Australia (CPA) diametral gegenüber. 
Die Regierung von Jack Lang hatte bereits in ihrer ersten Regierungszeit von 1925 bis 1927 Sozialprogramme aufgelegt wie  staatlich garantierte Renten für Witwen mit Kindern unter 14 Jahren und Wohlfahrtsmaßnahmen für Waisen, staatliche Kompensationen im Falle eines Todes, Krankheit und Verletzungen eines Arbeiters während seiner Arbeit, eine Reduzierung der wöchentlichen Arbeitszeit von 48 auf 44 Stunden und Befreiung von Studiengebühren für Studenten auf High Schools. Er hatte auch staatliche Beschäftigungsprogramme zum Straßenbau aufgelegt, wie den Bau des Hume Highway und Great Western Highway.
Den Niemeyer-Plan lehnte Lang ab und verfolgte eine andere politische Konzeption: Zinsreduzierung für australische Staatsschulden, Abkopplung von Goldstandard und Ankopplung auf einen good standard, Rückzahlung der Schulden Australiens bei anderen Staaten, Ausweitung öffentlicher Beschäftigungsprogramme, Banken finanzierte öffentlichen Arbeit über kontrollierte Kreditexpansion. DieserLang-Plan wurde von der New Guard als antibritisch und unloyal abgeurteilt.

## Vorgeschichte
Seit den 1920er Jahren wurde in Publikationen der australischen Arbeiterbewegung vor der Gefahr des aufkommenden Faschismus im Stil von Mussolini in Australien gewarnt und es herrschte eine einstimmige Ablehnung in den gewerkschaftlichen, sozialen, kommunistischen und linken Zeitungen. Das NSW Labor Council und die staatliche ALP-Regierung bezeichnete die New Guard als Fascist organisation, wie auch die wichtigsten Gewerkschaften. Der Chefsekretär von Jack Lang, Mark Gosling, organisierte im Dezember 1931 die United Front against Fascism (UFAF). Es bildeten sich zahlreiche kleine Organisationen gegen die New Guard. Die bedeutendste Organisation war die Workers Defence Corp, eine Organisation die die CPA formierte. Die Workers Defence Group wurde vom NSW Labor Council unterstützt. Insgesamt waren allerdings diese paramilitärischen Organisationen wenig effektiv gegen die New Guard, stärkten auf der anderen Seite Ängste der Konservativen.
Ab dem Oktober 1931 begannen die New Guard massiven Aktivitäten gegen Veranstaltungen der Arbeiterbewegung im innerstädtischen Gebiet Sydneys um Darlinghurst und Kings Cross unter Führung von Francis de Groot, die sich auch auf andere Orte ausweiteten. Die New Guard benutzte dabei motorisierte Fahrzeuge und waren dadurch mobil und versuchten die Veransammlungen der Arbeiterbewegungen zu verhindern. Insbesondere eine harte und gewaltsame Auseinandersetzung in Bankstown, in der die Polizeikräfte angegriffen wurden, führte dazu, dass Jack Lang danach einen neuen Polizeiführer Bill Mckay einsetzte. Dieser bewies mit 300 Polizisten in einer Auseinandersetzung in der Liverpool Street in Sydney gegenüber dem zentralen Polizeigebäude Stärke als die New Guard das Gebäude des staatlichen Gerichtshof besetzen wollte. Dieser Versuch wurde mit staatlicher Gewalt unter der Führung von Mckay abgewehrt.

## Mitglieder und Führung
Gegründet wurde die New Guard in Sydney im Februar 1931 auf Initiative von Eric Campbell, einem Oberst aus dem Ersten Weltkrieg. Campbell hatte Europa bereist und Audienzen bei Adolf Hitler und Benito Mussolini; in Großbritannien traf er Oswald Mosley von der British Union of Fascists und der Imperial Fascist League. 
Die Mitgliederzahl der New Guard betrug 60.000, von denen die meisten in Sydney ansässig waren, zahlreiche Mitglieder waren ehemalige Soldaten oder Offiziere aus dem Ersten Weltkrieg und konservative Kräfte. Mitglieder der New Guard waren als ehemalige Soldaten in der Lage Waffen zu bedienen. Die Aktivitäten der New Guard  waren militärisch organisiert und die ehemaligen Soldaten entsprechend gedrillt und durch rücksichtsloses Vorgehen nicht nur gegenüber den Mitgliedern der Workers Defence Corps und left-wing militias in heftige Straßenkämpfen gekennzeichnet, sondern auch gegen unbeteiligte Passanten.
In der australischen Literatur werden unterschiedliche Zahlen über die Struktur der Mitgliedschaft von Arbeitern bzw. Gewerkschaftsmitgliedern genannt. Eric Campbell nennt in seinen Memoiren Zahlen von 60 %. Diesen Aussagen steht eine Studie gegenüber, die von davon ausgeht, dass der Arbeiteranteil in den faschistischen Gruppierungen in Europa wie der deutschen Nationalsozialistischen Deutschen Arbeiterpartei, der italienischen Partito Nazionale Fascista, der französischen Parti populaire français und der spanischen Falange höher war. Nach einer Beobachtung einer Versammlung der New Guard durch Linke, die in der Sydney Town Hall im Dezember 1931 stattfand, waren die Teilnehmer „well-dressed, well-fed members of the middle class, suburban shopkeepers and men about town, and a fair sprinkling of callow youths of the public school and city office type“ (deutsch: „gut gekleidete und wohlgenährte Mitglieder der Mittelklasse, städtische Geschäftsinhaber und Männer aus der Stadt und ein paar mittelmäßig unreife Jugendliche aus öffentlichen Schulen sowie Angestellte aus städtischen Büros“).
Bekannt als führendes Mitglied der New Guard wurde Francis de Groot, der anlässlich der feierlichen Eröffnung der Sydney Harbour Bridge für einen protokollarischen Zwischenfall am 19. März 1932 sorgte, als er auf einem Pferd in Husarenuniform aus dem Ersten Weltkrieg mit gezogenem Kavallerie-Säbel bewaffnet durch die Menge ritt und das Eröffnungsband durchschlug, bevor dies Jack Lang zur offiziellen Freigabe der Brücke vornahm.
Mitglieder dieser Organisation waren auch weitere bekannte australische Persönlichkeiten wie beispielsweise der Flugpionier Charles Kingsford Smith.

## Politische Konzeption
Die politischen Prinzipien der New Guard ruhten in der Loyalität zur Krone und zum britischen Empire, in der Forderung nach Entfernung aller Antiloyalisten in der australischen Regierung, Industrie und Gesellschaft, keine Einschränkung individueller Freiheiten und in der Ablehnung der Einführung einer maschinell geprägten Industrie.

## Niedergang der New Guard
Am 12. Mai 1932 verfügte Jack Lang, dass selbst im Falle einer Zahlungsunfähigkeit des Bundeslandes New South Wales die öffentlichen Bediensteten ihre Gehälter ausbezahlt werden, was bedeutete, dass er gegen geltendes Recht und gegen Beschlüsse der australischen Bundesregierung verstieß. Daraufhin entließ ihn der britische Gouverneur Sir Phillip Game.
Nach dem Rücktritt von Lang und seiner Wahlniederlage am 11. Juni 1932 fiel das Interesse an der New Guard. Diese forderte anlässlich der Wahl im Juni dazu auf, die United Australia Party zu wählen, die spätere Liberal Party. Die New Guard wurde nach drei Jahren ihrer Existenz ab 1935 unbedeutend und die konservativen Kräfte Australiens waren wieder an die Macht gekommen. Nach dem Ende des Zweiten Weltkriegs wurden einige der New Guard Mitglieder der Australian League of Rights, eine seit langem existierende rechtsextreme, antikommunistische und antisemitische Bewegung. 